# Tóth Emese (közgazdász)
Tóth Emese (Nagyvárad, 1966. május 21.) nagyváradi magyar közgazdász, közgazdasági szakíró, főiskolai oktató.

## Életútja
Középiskoláit szülővárosában végezte, majd a Babeș–Bolyai Tudományegyetem Közgazdasági Fakultásán szerzett egyetemi diplomát (1991). Közben már 1985-től a Román Kereskedelmi Bank nagyváradi kirendeltségénél, 1992-től a Román Külkereskedelmi Banknál dolgozott, utóbbinál külkereskedelmi referensként. 1995-től a Sulyok István Reformárus Főiskolán közgazdaságtant, 1996-tól pénzügytant adott elő.
Kutatási területe a romániai bankrendszer. Az 1990-es években magyarországi továbbképző tanfolyamokon vett részt (banküzemtan, finanszírozás, makro- és mikroökonómia).

## Kötete
- Hitelekről és hiteltípusokról Romániában (Csíkszereda, 1995).

## Társasági tagság
- Romániai Magyar Közgazdász Társaság (RMKT)